# 孔骏彪
孔骏彪（1917年—2001年），福建宁化人，中国人民解放军将领、中国人民解放军开国少将。
曾任中国人民解放军第十三军政委、云南省军区政委。1955年，授予中国人民解放军少将。